# أرشيبالد ريس
أرشيبالد ريس (بالألمانية: Archibald Reiss) هو صحفي الرأي وأستاذ جامعي سويسري وألماني، ولد في 8 يوليو 1875 في هاوزاخ في ألمانيا، وتوفي في 7 أغسطس 1929 في بلغراد في صربيا.